# Holmestrand
Holmestrand est une kommune de Norvège. Elle est située dans le comté de Vestfold et Telemark.

## Description
La municipalité de Holmestrand comprend les anciennes municipalités de Holmestrand, Hof et Sande, ainsi que les villages de Eidsfoss, Sundbyfoss...
À l'est, la commune borde l'Oslofjord et Drammen, au sud vers Horten et Tønsberg (anciennement Re), à l'ouest vers Larvik et Kongsberg, au nord vers Øvre Eiker.

## Îles et lacs de Homestrand
Îles :
- Bjerkøya ;
- Hesthammarøya ;
- Killingholmen ;
- Kommersøya ;
- Langøya.

Lacs :
- Bergsvannet ;
- Eikeren ;
- Holmsvannet ;
- Øksne.

## Aires protégées
- Réserve naturelle de Bergan
- Réserve naturelle de Bjørkøya
- Réserve naturelle de Bogen
- Réserve naturelle de Breimyr
- Réserve naturelle de Gåserumpa
- Réserve naturelle de Hillestadåsen
- Réserve naturelle de Høymyr
- Réserve naturelle de Kattholmane
- Réserve naturelle de Killingholmen
- Réserve naturelle de Langøya
- Réserve naturelle de Mulåsen
- Réserve naturelle de Presteseter
- Réserve naturelle de Ryggsåsen
- Réserve naturelle de St. Hansåsen
- Réserve naturelle de Sæteråsen
- Réserve naturelle de Tjønna
- Zone de conservation du paysage de Sandebukta

## Personnalités liées à la commune
- Frederik Holst, né à Holmestrand en 1791, pionnier de la médecine norvégienne.
- Morten Müller, né à Holmestrand en 1828, peintre de l'école de Düsseldorf.
- Harriet Backer, née à Holmestrand en 1845, peintre réaliste puis impressionniste.
- Agathe Backer Grøndahl, née à Holmestrand en 1847, pianiste et compositrice.
- Olav Duun, établi à Holmestrand de 1908 à sa mort en 1939, romancier.
- Bergljot Hobæk Haff, née à Holmestrand en 1925, écrivaine.
- Kåre Holt, mort à Holmestrand en 1997, écrivain.
- Odd Børretzen, établi à Holmestrand de 2005 à sa mort en 2012, écrivain et chanteur.
- Emmy Kristine Guttulsrud Kristiansen, née à Holmestrand en 2000, auteure-compositrice-interprète.